# Tàu điện ngầm Bangkok

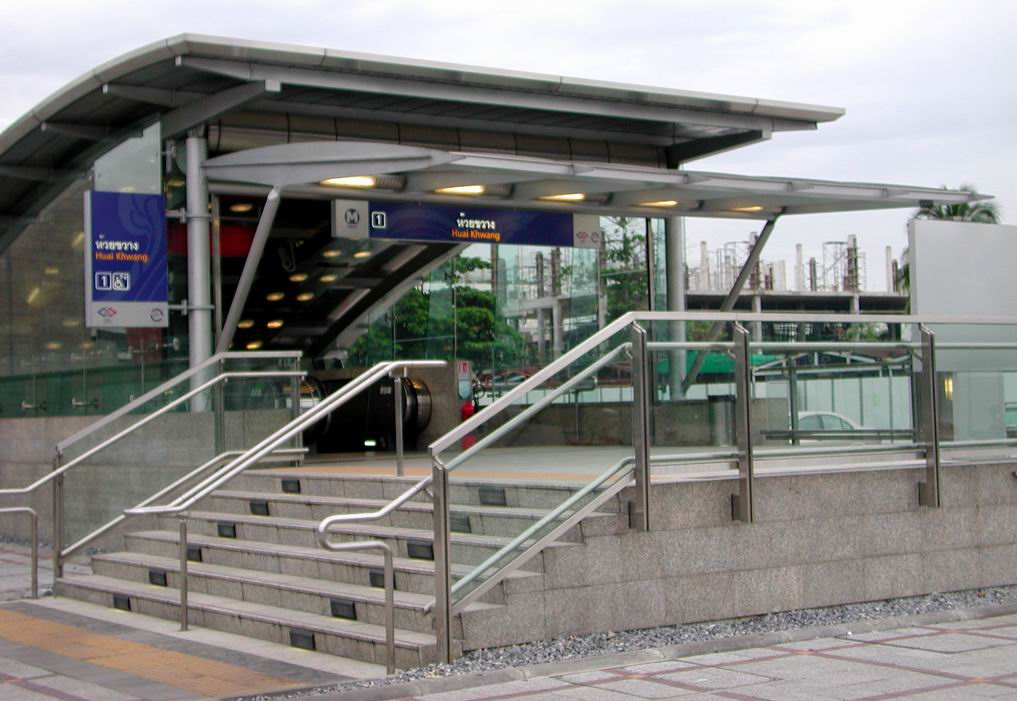
Cổng vào nhà Ga Huai Khwang

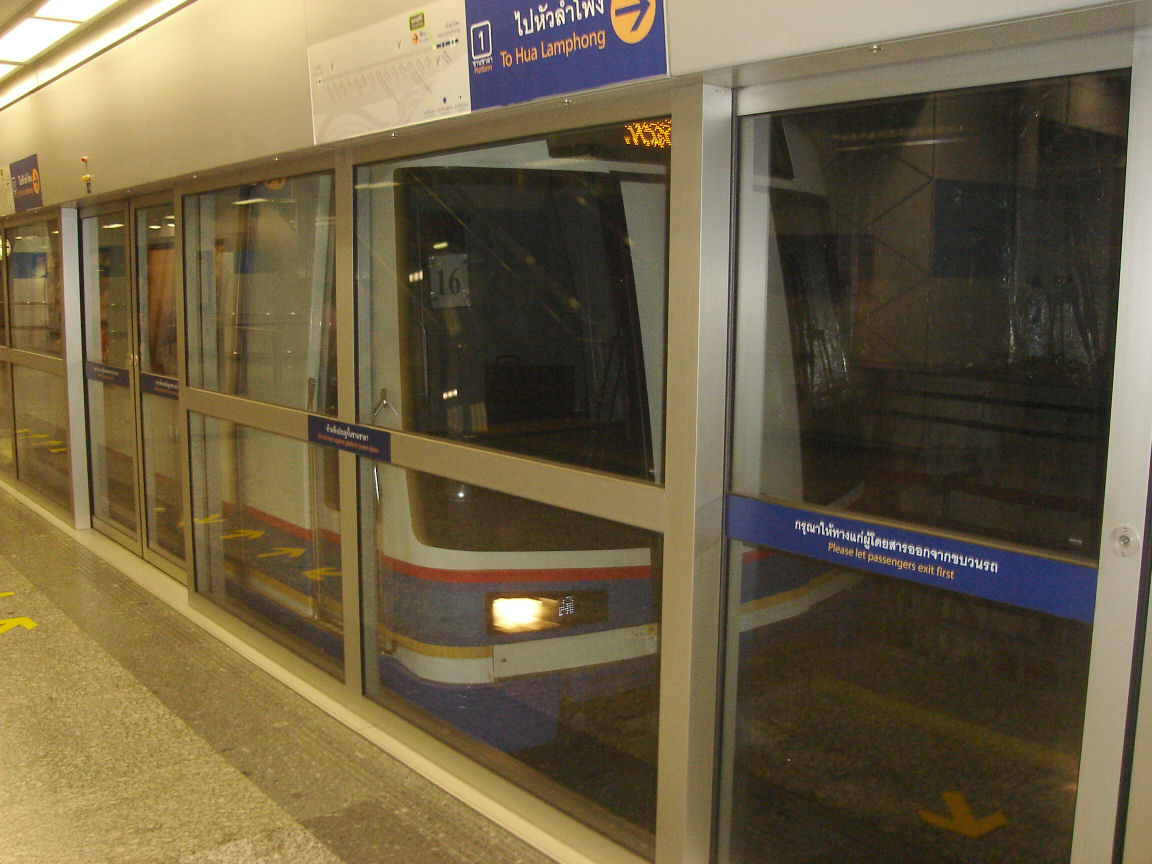
Sân ga tại Ga Si Lom

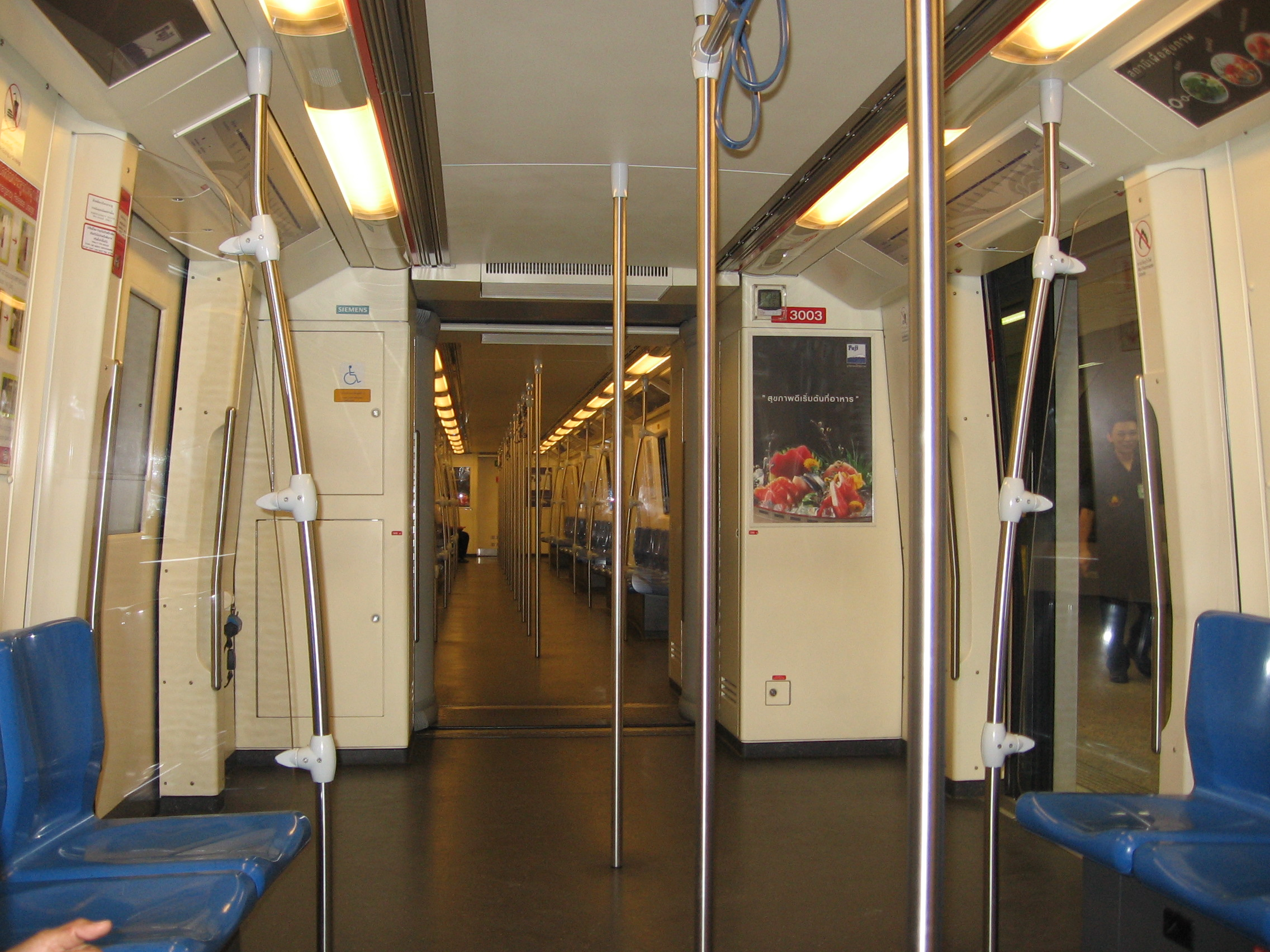
Bên trong một con tàu

Tàu điện ngầm Bangkok, tên chính thức là Mass Rapid Transit (MRT), là hệ thống tàu điện ngầm ở Vùng đô thị Bangkok, Thái Lan. Trong tiếng Thái, tuyến đường này được gọi chính thức là rotfaifah mahanakhon (รถไฟฟ้ามหานคร) hay "tàu điện đô thị", nhưng nó thường được gọi là rotfai taidin (รถไฟใต้ดิน), có nghĩa, "tàu hỏa ngầm". Hệ thống tàu điện ngầm này có đội tàu 19 chiếc và chiếc thứ 19 đã được đưa vào sử dụng từ tháng 10 năm 2007 sau một vụ tai nạn lớn.
Ngoài MRT, Bangkok cũng có hệ thống tàu điện trên cao gọi là BTS hay ít chính thức hơn, là Skytrain.

## Lịch sử
Việc xây dựng tuyến này, chính thức gọi là Chaloem Ratchamongkhon (tiếng Thái: สายเฉลิมรัชมงคล) đã được bắt đầu vào ngày 19 tháng 11 năm 1996. Dự án bị chậm nhiều lần do cuộc khủng hoảng tài chính năm 1997 cũng như gặp phải các khó khăn về kỹ thuật do lòng đất Bangkok có nhiều nước.
Tuyến xanh đã được khai trương vận hành thử hạn chế nhiều tuần từ ngày 13 tháng 4 năm 2004. Ngày 3 tháng 7 năm 2004, tuyến này đã được chính thức khai trương lúc 19h19 giờ địa phương. Người đứng ra khai trương là vua Bhumibol và hoàng hậu Sirikit cùng với các thành viên hoàng gia. Trong 30 phút sau khi khai trương, người xem đã lên tàu với số lượng đạt tối đa tải nhưng sau khi vận hành chỉ có 180.000 khách/ngày so với dự tính là 400.000 người/ngày dù giá vé đã giảm từ 12-38 baht còn 10-15 baht mỗi chuyến. Đến năm 2006, giá vé là 14-36 baht mỗi chuyến.

## Vận hành

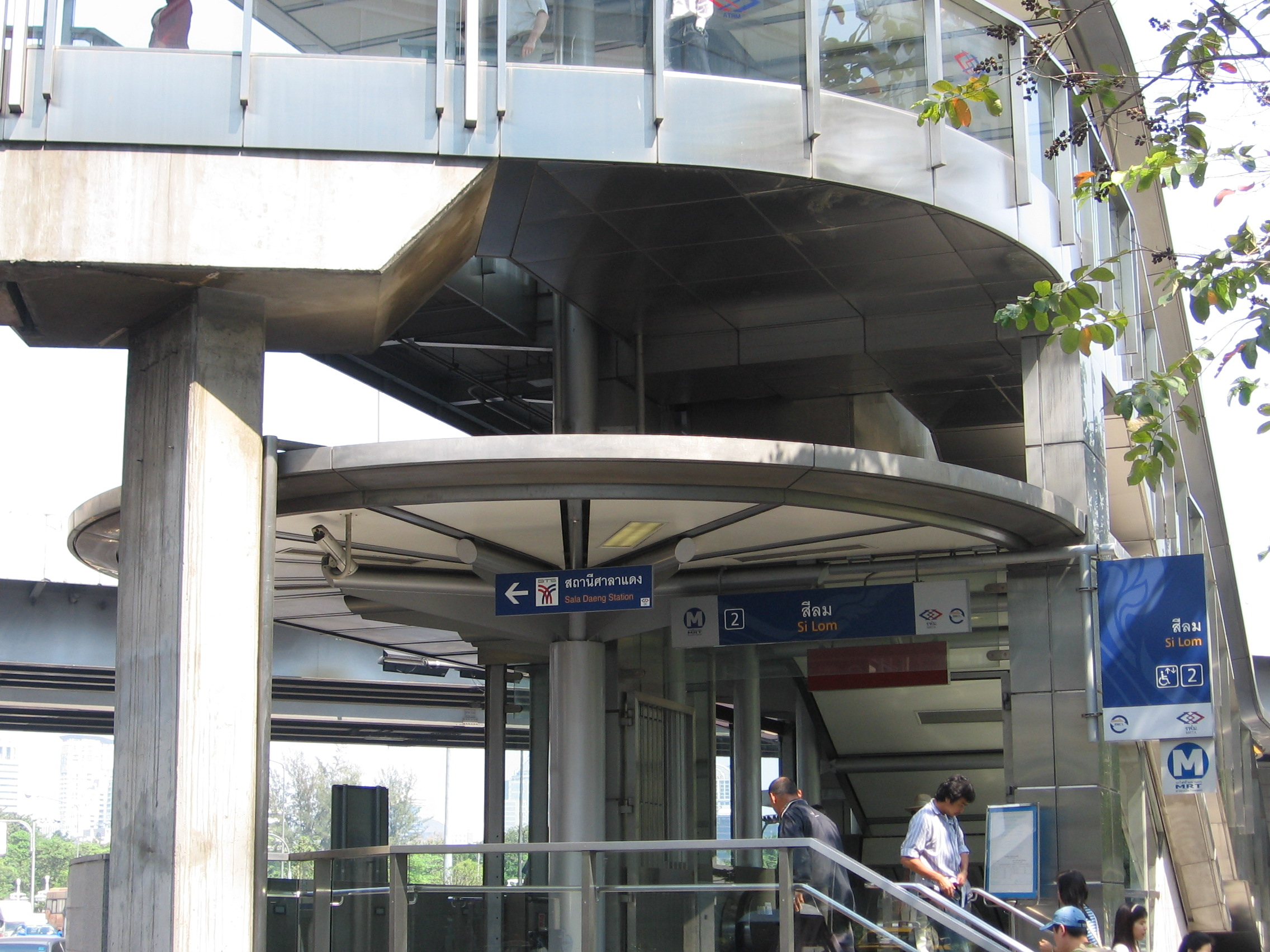
Cổng vào Ga Silom Station (kết nối với BTS)

Tuyến xanh dài 21 km, có 18 nhà ga hiện chạy từ Lak Song đến Tha Phra thông qua Bang Sue và có công suất 40.000 khách mỗi chiều mỗi giờ,hoạt động liên tục từ 6h00 sáng cho đến nửa đêm. Tương tự như Skytrain, hệ thống của Assua với vận tốc 100 km/h.
Hiện tại, tuyến màu xanh kết nối với tuyến màu tím và Skytrain cũng như hệ thống Tuyến đường sắt sân bay.

## Tuyến hiện tại
Tuyến đầu tiên, Tuyến xanh dương, mở cửa vào ngày 3 tháng 7 năm 2004. Nó dọc theo hướng Đông từ Ga Tao Poon ở quận Bang Sue dọc theo đường Kamphaeng Phet, Phahon Yothin và Lat Phrao, sau đó chuyển hướng Nam Đường Ratchadaphisek, đến phía Tây đường Rama IV đến Ga Hua Lamphong tại quận Pathum Wan. Tuyến thứ 2, Tuyến Tím mở cửa vào ngày 6 tháng 8 năm 2016. Đoạn nối thiếu 1,2 km của tuyến xanh dương giữa Bang Sue cà Tao Poon, đã được mở cửa ngày 11 tháng 8 năm 2017. Đoạn đầu tiên cửa tuyến xanh dương mở rộng từ Hua Lamphong thông qua Tha Phra đến Lak Song mở cửa toàn tuyến vào ngày 29 tháng 9 năm 2019. Tuyến Vàng và Tuyến Hồng mở cửa vào năm 2023.
| Tên tuyến        | Khánh thành          | Mở rộng lần cuối     | Mở rộng kế tiếp | Ga cuối                        | Ga cuối              | Độ dài (km)         | Ga            | Điều hành                    | Lượt khách mỗi ngày (2024) |
| Tàu điện ngầm    | Tàu điện ngầm        | Tàu điện ngầm        | Tàu điện ngầm   | Tàu điện ngầm                  | Tàu điện ngầm        | Tàu điện ngầm       | Tàu điện ngầm | Tàu điện ngầm                | Tàu điện ngầm              |
| ---------------- | -------------------- | -------------------- | --------------- | ------------------------------ | -------------------- | ------------------- | ------------- | ---------------------------- | -------------------------- |
| Tuyến Xanh Dương | 3 tháng 7 năm 2004   | 23 tháng 12 năm 2019 | TBA             | Tha Phra                       | Lak Song             | 46,91 km (29,15 mi) | 38            | Bangkok Expressway and Metro | 424.397                    |
| Tuyến Tím        | 6 tháng 8 năm 2016   | —                    | 2029            | Khlong Bang Phai               | Tao Poon             | 20,92 km (13,00 mi) | 16            | Bangkok Expressway and Metro | 66.934                     |
| Monorail         |                      |                      |                 |                                |                      |                     |               |                              |                            |
| Tuyến Hồng       | 21 tháng 11 năm 2023 | 20 tháng 5 năm 2025  | —               | Trung tâm cộng đồng Nonthaburi | Min Buri             | 36,55 km (22,71 mi) | 32            | Bangkok Mass Transit System  | 53.679                     |
| Tuyến Hồng       | 21 tháng 11 năm 2023 | 20 tháng 5 năm 2025  | —               | Muang Thong Thani              | Hồ Muang Thong Thani | 36,55 km (22,71 mi) | 32            | Bangkok Mass Transit System  | 53.679                     |
| Tuyến Vàng       | 3 tháng 6 năm 2023   | 19 tháng 6 năm 2023  | —               | Lat Phrao                      | Samrong              | 28,62 km (17,78 mi) | 23            | Bangkok Mass Transit System  | 37.443                     |
| Tổng             | Tổng                 | Tổng                 | Tổng            | Tổng                           | Tổng                 | 133 km (83 mi)      | 107           |                              | 582.453                    |

### Tuyến MRT Xanh Dương

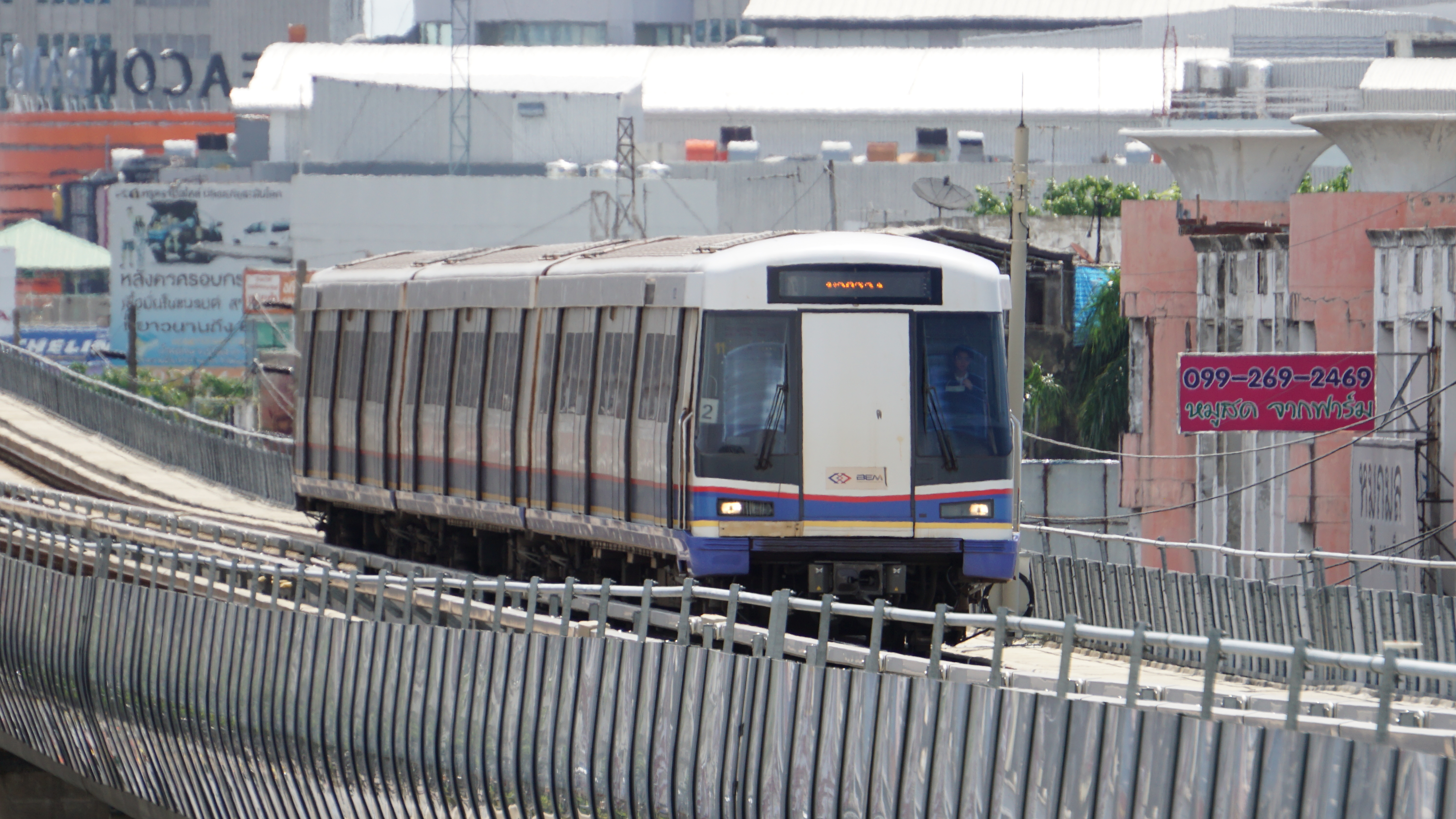
Đầu tàu thế hệ đầu tiên của Tuyến Xanh Dương

Tuyến MRT Xanh Dương chạy từ Tha Phra đến Lak Song và có sức chứa 40.000 khách mỗi chiều mỗi giờ. Tương tự như Skytrain, tàu điện sử dụng tao tàu cung cấp bởi Siemens với vận tốc lên đến 80 km/h (50 mph). Hành khách có thể kết nối với Skytrain tại ga Si Lom, Sukhumvit và công viên Chatuchak. Tuyến Xanh Dương có depot lớn nằm tại trụ ở  MRTA ở quận Huai Khwang và có thể truy cập từ ga Phra Ram 9 và Trung tâm văn hóa Thái Lan.
Tuyến MRT Xanh Dương dài 48km sẽ phục vụ như tuyến vòng trên hệ thống tàu điện ngầm ở Bangkok, mang kết nối với các tuyến chính khác, bao gồm Tuyến SRT Đỏ và Tuyến đường sắt sân bay.

## Dự án tương lai
| Tên tuyến             | Kế hoạch mở cửa     | Ga cuối                        | Ga cuối                               | Độ dài (km)           | Ga            | Tiến độ           |
| Tàu điện ngầm         | Tàu điện ngầm       | Tàu điện ngầm                  | Tàu điện ngầm                         | Tàu điện ngầm         | Tàu điện ngầm |                   |
| --------------------- | ------------------- | ------------------------------ | ------------------------------------- | --------------------- | ------------- | ----------------- |
| Tuyến Xanh Dương      | TBA                 | Lak Song                       | Phutthamonthon Sai 4                  | 8,3 km (5,2 mi)       | 4             | Bị trì hoãn       |
| Tuyến Tím             | tháng 3 năm 2027    | Khlong Bang Phai               | Tao Poon                              | 22,78 km (14,15 mi)   | 17            | Đang xây dựng     |
| Tuyến Cam             | 2026                | Trung tâm văn hóa Thái Lan     | Yaek Rom Klao                         | 21 km (13 mi)         | 17            | Đang xây dựng     |
| Tuyến Cam             | 2029                | Bang Khun Non                  | Trung tâm văn hóa Thái Lan            | 13,1 km (8,1 mi)      | 11            | Đang xây dựng     |
| Tuyến Cam             | TBA                 | Taling Chan                    | Bang Khun Non                         | 4,4 km (2,7 mi)       | 1             | Chấp nhận         |
| Tuyến Bạc             | TBA                 | Bangna                         | Sân bay Suvarnabhumi-Ga cuối phía Nam | 24 km (15 mi)         | 14            | Chuyển đổi từ BMA |
| Monorail              |                     |                                |                                       |                       |               |                   |
| Tuyến Hồng            | 17 tháng 6 năm 2025 | Muang Thong Thani              | Lake Muang Thong Thani                | 2,65 km (1,65 mi)     | 2             | Hoạt động         |
| Tuyến Nâu             | TBA                 | Trung tâm cộng đồng Nonthaburi | Yaek Lam Sali                         | 21 km (13 mi)         | 20            | Chấp nhận         |
| Tuyến Vàng            | TBA                 | Lat Phrao                      | Ratchayothin                          | 2,5 km (1,6 mi)       | 2             | Đã lưu trữ        |
| Tuyến Xám             | TBA                 | Khlong Si                      | Thong Lo                              | 21,25 km (13,20 mi)   | 20            | Chuyển đổi từ BMA |
| Tuyến Xám             | TBA                 | Phra Khanong                   | Tha Phra                              | 23,65 km (14,70 mi)   | 24            | Chuyển đổi từ BMA |
| Tuyến Xanh Dương Nhạt | TBA                 | Prachasongkhro                 | Chong Nonsi                           | 9,5 km (5,9 mi)       | 9             | Chuyển đổi từ BMA |
| Tổng                  | Tổng                | Tổng                           | Tổng                                  | 171,63 km (106,65 mi) | 135           |                   |

1. ↑  Dự án gác lại đã loại trừ
2. ↑  Dự án gác lại đã loại trừ

## Lượt khách

### Thống kê lượt khách
| Năm  | Tổng lượt khách | Lượt khách trung bình mỗi ngày |
| ---- | --------------- | ------------------------------ |
| 2011 | 69.024.000      | 189.083                        |
| 2012 | 80.575.000      | 220.167                        |
| 2013 | 86.427.000      | 236.833                        |
| 2014 | 92.403.000      | 253.417                        |
| 2015 | 95.044.000      | 260.500                        |
| 2016 | 100.106.000     | 273.583                        |
| 2017 | 107.484.000     | 294.476                        |
| 2018 | 113.355.000     | 310.561                        |
| 2019 | 122.559.000     | 335.778                        |
| 2020 | 94.942.000      | 259.404                        |
| 2021 | 53.319.000      | 146.079                        |
| 2022 | 98.577.000      | 270.073                        |

### Nhà ga
| No. | Ga                         | Tuyến      | Tổng hành khách (2021) |
| --- | -------------------------- | ---------- | ---------------------- |
| 1   | Sukhumvit                  | Xanh Dương | 9.627.729              |
| 2   | Công viên Chatuchak        | Xanh Dương | 6.865.636              |
| 3   | Phra Ram 9                 | Xanh Dương | 6.855.613              |
| 4   | Phetchaburi                | Xanh Dương | 6.791.555              |
| 5   | Si Lom                     | Xanh Dương | 5.333.875              |
| 6   | Huai Khwang                | Xanh Dương | 4.981.804              |
| 7   | Phahon Yothin              | Xanh Dương | 4.241.269              |
| 8   | Trung tâm văn hóa Thái Lan | Xanh Dương | 4.103.960              |
| 9   | Lak Song                   | Xanh Dương | 3.989.684              |
| 10  | Lat Phrao                  | Xanh Dương | 3.779.865              |

| No. | Ga                | Tuyến      | Tổng hành khách (2021) |
| --- | ----------------- | ---------- | ---------------------- |
| 1   | Bang Rak Yai      | Tím        | 256.539                |
| 2   | Sam Yaek Bang Yai | Tím        | 297.085                |
| 3   | Sai Ma            | Tím        | 435,570                |
| 4   | Bang Phlat        | Xanh Dương | 485.490                |
| 5   | Bang Phlu         | Tím        | 495.914                |